# مارك بيك
مارك بيك (2 فبراير 1994 بسندرلاند في المملكة المتحدة - ) (بالإنجليزية: Mark Beck)‏ هو لاعب كرة قدم بريطاني في مركز الهجوم. شارك مع منتخب اسكتلندا تحت 19 سنة لكرة القدم. أما مع النوادي، فقد لعب مع نادي ريكسهام ونادي فالكيرك ونادي كارلايل يونايتد ويوفل تاون ونادي ووركينغتون.

## وصلات خارجية
- مارك بيك على موقع قاعدة بيانات كرة القدم.إي يو (الإنجليزية)
- مارك بيك على موقع Soccerbase.com (لاعب) (الإنجليزية)
- مارك بيك على موقع Soccerway.com (الإنجليزية)